# Gandhidham
Gandhidham è una suddivisione dell'India, classificata come municipality, di 151.693 abitanti, situata nel distretto del Kutch, nello stato federato del Gujarat. In base al numero di abitanti la città rientra nella classe I (da 100.000 persone in su).

## Geografia fisica
La città è situata a 23° 4' 60 N e 70° 7' 60 E e ha un'altitudine di 26 m s.l.m..

## Società

### Evoluzione demografica
Al censimento del 2001 la popolazione di Gandhidham assommava a 151.693 persone, delle quali 79.379 maschi e 72.314 femmine, per un totale di 29.872 nuclei familiari.